# Boje o Aleutské ostrovy
Boje o Aleuty byly vojenskou kampaní mezi USA a Japonskem, která byla vybojována během druhé světové války na Aleutských ostrovech a v okolních vodách. Kampaň začala japonským náletem na aljašský přístav Dutch Harbor 3. června 1942, což bylo součástí císařskou armádou prosazené operace AL. Poté se Japonci vylodili na ostrovech Attu a Kiska. V roce 1943 přešli Američané do protiútoku a vyhnali Japonce z Aleut. Byl to jediný pozemní útok Japonského císařství na vlastní (kontinentální) USA.

## Attu

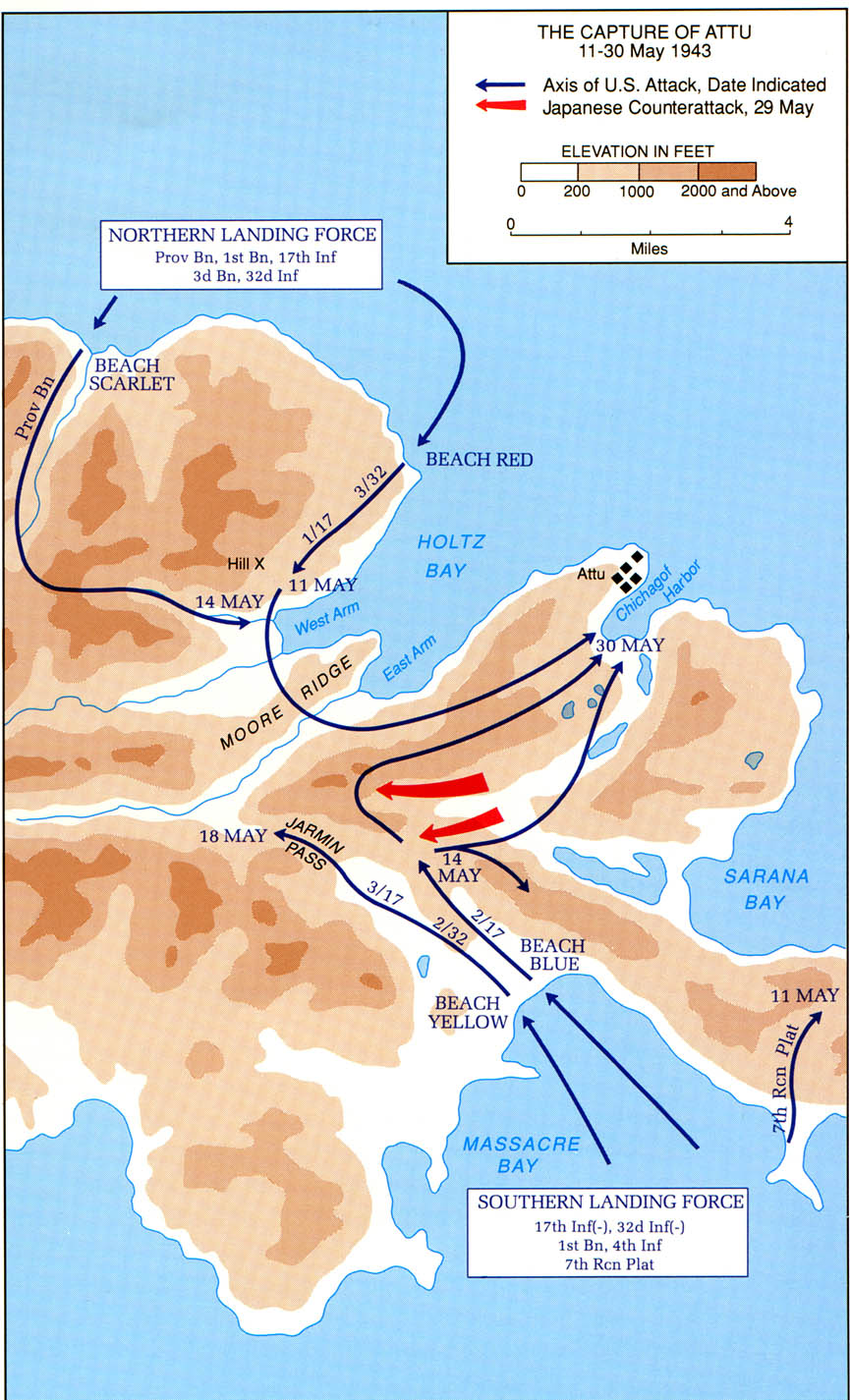
Mapa bojů o ostrov Attu

7. června 1942 se Japonská císařská armáda vylodila na Aleutském ostrově Attu. Japonská armáda pod velením Jasua Jamasakiho rychle dobyla jediný obydlený bod na ostrově Attu Station. Protiútok však na sebe nenechal dlouho čekat. Válečná plavidla pod velením kontradmirála Kinkaida vypluly ze Studeného zálivu 4. května 1943 a 7. května se vylodí na plážích 7. divize, která byla součástí 51. operačního svazu, kterému velel kontradmirál Rockwell. Toto datum výsadku nebylo dodrženo, kvůli špatnému počasí. Operaci zahájily ponorky Nautilus a Narwhal, které 11. května vysadily na Šarlatové pláži průzkumný oddíl. Za několik hodin vstoupilo na břeh dalších 400 mužů a pochodovali na jih k Holtzově zátoce. Na Červené pláži proběhlo vylodění bez problémů. Nepřítel se zatím neukázal. Na jihu v zátoce Massacre se vylodilo přes 2 000 vojáků, ale se zpožděním kvůli husté mlze. Vylodění nebylo pro Japonce překvapení a proto se pokusili jej zničit ještě na moři. To se ale nepovedlo, a tak plukovník Jamazaki zůstal odkázán sám na sebe. Plukovník rozhodl stáhnout všechny síly do údolí mezi Holtzovou zátokou a zátokou Massacre s tím, že důležitou spojku zablokuje a bude klást odpor jak jen to bude možné. Další dva dny byl postup velmi pomalý, proto byl odvolán velitel 7. divize generálmajor Brown a byl nahrazen generálmajorem Eugenem Landrumem. 15. května zaútočil 32. pluk pod velením Franka L. Culina směrem k Holtzově zátoce a už 17. května se setkali se silami postupujícími z Massacre a to i přes nešťastnou událost kdy Culinovy vojáky bombardovalo vlastní letectvo. Dále americké síly dobyly Holtzovu zátoku a Japonci se museli stáhnout na východ odtud do místa nazvané Čičagovův přístav. V noci z 28. na 29. května zahájili Japonci sebevražedný protiútok. Podařil se jim průlom a dostali se až ke dvěma velitelským stanovištím a do nemocnice, kde ubodali všechny zraněné a místního kaplana. Poslední Japonci byli zničeni 30. května.

## Kiska
Japonci se vylodili na Kisce 6. června 1942 a obsadili místní meteorologickou stanici. Zřídili zde také tábor pro okupační armádu čítající 5400 mužů, ponorkovou základnu a letiště. Zpětné dobytí Spojenci doprovázelo fiasko. Americké zpravodajské službě uniklo, že se císařská armáda po vyhodnocení, že je tento bod neudržitelný, tajně evakuovala, a tak vylodění obrovské flotily Američanů a Kanaďanů na ostrově roku 1943 vyšlo naprázdno. Než byl v mlžném počasí a nepřehledném terénu celý ostrov obsazen a došlo ke zjištění, že zde žádní Japonci nejsou, zemřelo zde přes dvacet spojeneckých vojáků ve vzájemných mylných střetech. Japonci na ostrově zanechali výzbroj, výbavu, své padlé a živí na ostrově zůstali jenom čtyři psi. Je přitom neuvěřitelné[zdroj⁠?!] jaké množství munice padlo na nebráněný ostrov a jediné, co Američané našli, byly budovy popsané protiamerickými nápisy.